# Odontura stenoxypha
Odontura stenoxypha är en insektsart som först beskrevs av Franz Xaver Fieber 1853.  Odontura stenoxypha ingår i släktet Odontura och familjen vårtbitare. Inga underarter finns listade i Catalogue of Life.